# Cars - Motori ruggenti (videogioco)
Cars - Motori ruggenti è un videogioco di guida basato sull'omonimo lungometraggio d'animazione. Il gioco è stato sviluppato e distribuito da THQ nel 2006 per le principali console e computer.

## Modalità di gioco
Il gioco consiste sia in una versione carriera in free roaming dove impersoniamo Saetta Mcqueen che riceve varie commissioni dai personaggi della serie nella cittadina di Radiator Springs, sia gare singole e multiplayer. è presente anche un negozio in cui spendere i vari punti accumulati nella carriera per comprare personaggi, verniciature e tracciati.

## Eventi

### Capitolo 1
- Radiator Springs Gran Prix
- Circuito Radiator Springs
- Rovesciare Trattori (minigioco)
- Caccia alle cartoline
- Sally circuito sushine
- Doc lezione sulla derapata
- La sfida di Doc

#### Piston Cup
- Autodromo di Palm Mile

### Capitolo 2
- Luigi alla riscossa (minigioco)
- Riserva naturale di Fillmore
- Sergente campo di addestramento
- Sergente sfida fuori strada

#### Piston Cup
- Pista automobilistica del sud

### Capitolo 3
- Lezione di retromarcia di Carl Attrezzi
- Inseguimento

Piston Cup
- Sun valley speedway

## Personaggi disponibili
- Saetta McQueen
- Sally Carrera
- Doc
- Carl Attrezzi
- Wingo
- Ramone
- Saetta (Monster truck)
- Conte Spatula (Monster Truck)
- Chick Hicks
- The King
- Sceriffo
- Darrel Cartrip

## Circuiti
I circuiti saranno vari e disponibili dopo essere sbloccati. Essi comprendono vari giri che variano a seconda del circuito. Alcuni comprendono delle variazioni rispetto agli altri.

## Sequel
Cars - Motori Ruggenti non è altro che il primo titolo di una trilogia ambientata tra gli eventi di Cars - Motori ruggenti e Cars 2:. Questo è dedicato al film, mentre gli altri contengono minigiochi pur con identici grafica e stile. I videogiochi sono divisi in varie serie.
Prima serie:
- Cars - Motori Ruggenti (2006) - Nel primo capitolo, Saetta dovrà partecipare a gare e minigiochi che si disputano a Radiator Springs per poi partecipare alla nuova stagione della Piston Cup per vincerla per la prima volta in carriera. Il gioco è ambientato un anno dopo il film, nel 2006.
- Cars - Motori Ruggenti: La coppa internazionale di Carl Attrezzi (2007) - Il secondo capitolo parla di Cricchetto che, per inaugurare il nuovo circuito di Saetta, organizza una coppa internazionale. Il giocatore dovrà vestire di nuovo i panni di Saetta e battere prima tutti i rivali sui circuiti del precedente capitolo e poi nel nuovo circuito per vincere la coppa internazionale. La novità del gioco è la nuova modalità Staffetta.
- Cars - Motori Ruggenti: Race-O-Rama (2009). Il terzo capitolo e ultimo della serie in cui si il giocatore per l'ennesima volta nei panni di Saetta deve vincere il trofeo Race-O-Rama. Le particolarità di questo gioco sono le modifiche che si possono fare al personaggio, i nuovi personaggi, le nuove città e i nuovi eventi.

Serie Mania:
- Cars Toon (2010) - Unico capitolo della serie composto esclusivamente da minigiochi il cui giocatore dovrà creare un personaggio che lo identifichi e giocare insieme ad altri giocatori.

Seconda serie:
- Cars 2 (2011) - Primo capitolo della serie numero 2 in cui il giocatore dovrà scegliere un personaggio tra quelli sbloccati e completare un evento per diventare un Agente Master.
- Cars 3: In gara per la vittoria (2017)- Secondo e, per ora, ultimo della seconda serie in si può scegliere 6 modalità e un parco acrobatico per sbloccare nuovi personaggi e nuove piste per poi battere Miss Fritter, Cricchetto audace d'impatto, Chick Hicks e Jackson Storm.

## Colonna sonora
- The Edgar Winter Group - Free Ride
- Natural Born Hippies - Best Looking Guy in Town
- Los Lobos - Come On, Let's Go
- The Stray Cats - Rock This Town
- The All-American Rejects - Night Drive
- Autopilot Off - What I Want
- Lynyrd Skynyrd - White Knuckle Ride
- The Explosion - Here I Am
- Paul Lawler - Italia
- Dave Lowmiller - Monster Stomp
- One More Chicken
- Rooster Tails
- Sheriff's Hot Pursuit
- Stone Crows
- Lightning Strikes Back
- High Speed Heist